# Silecki Folwark
Silecki Folwark (niem. Schülzen Gut) – część wsi Silec w Polsce, położona w województwie warmińsko-mazurskim, w powiecie kętrzyńskim, w gminie Srokowo. Wchodzi w skład sołectwa Silec.
W latach 1975–1998 Silecki Folwark administracyjnie należał do województwa olsztyńskiego.